# V́
V́ (minuskule v́) je speciální písmeno latinky. Nazývá se V s čárkou. Vyskytuje se pouze ve võruštině, avšak velmi zřídka a není součástí abecedy tohoto jazyka. Čte se jako palatalizované V (vʲ). Vyskytovalo se též v přepisu již nepoužívaného písma kharóšthí, kde ho značí znak 𐨬̄. V Unicode je majuskulní tvar sekvence <U+0056, U+0301> a minuskulní <U+0076, U+0301>.